# Nurmonjoki
Nurmonjoki är ett vattendrag i Finland.   Det ligger i landskapet Södra Österbotten, i den centrala delen av landet, 300 km norr om huvudstaden Helsingfors.